# Hans Thürach
Hans Thürach (* 1. März 1859 in Ipsheim; † 11. Juli 1927 in Freiburg im Breisgau) war ein deutscher Geologe, der sich insbesondere mit dem Keuper in Franken und der Geologie des Spessart befasste.

## Leben und Werk
Hans Thürach war der Sohn eines Bierbrauers und ging in Ipsheim, Ansbach (königliche Realschule) und Nürnberg (königliche Industrieschule) zur Schule. Ab 1876 studierte er zunächst Chemie in Würzburg, wechselte aber nach einer Lungenkrankheit zur Geologie bei Fridolin Sandberger. In dessen Auftrag kartierte er geologisch das kristalline Grundgebirge des Spessarts (Maßstab 1:25000), was auch die Grundlage seiner Dissertation 1884 wurde (Über das Vorkommen mikroskopischer Zirkone und Titan-Mineralien in den Gesteinen). Die Promotion erfolgte summa cum laude. Ab 1884 war er beim bayerischen Oberbergamt zunächst als Hilfsassistent und ab 1888 als Assistent. Dazwischen absolvierte er 1884/1885 seinen Militärdienst. 1885 wurde er Mitglied der Deutschen Geologischen Gesellschaft. Beim Oberbergamt erforschte er insbesondere den Keuper in Franken und der Oberpfalz. Die Ergebnisse veröffentlichte er 1888/1889.
Er arbeitete seit 1893 an der Großherzoglich Badischen Geologischen Landesanstalt in Heidelberg bei Karl Heinrich Rosenbusch, ab 1894 als Landesgeologe. Ein Grund für den Wechsel waren Differenzen mit seinem Vorgesetzten Oberbergdirektor Carl Wilhelm von Gümbel. 1908 wurde er Großherzoglicher Bergrat. 1924 ging er in den Ruhestand. Während dieser Zeit erstellte er elf geologische Kartenblätter (Maßstab 1:25.000) für die Landesaufnahme und war an fünf weiteren beteiligt (seine Kartierungen waren teilweise im Keuper des Kraichgau, teilweise im Schwarzwald und der Rheinebene). Er fertigte für seine geologischen Karten auch Schichtlagerungskarten (Höhenlinien der geologischen Schichten), worin er eine Vorreiterrolle hatte. Er war auch Gutachter für verschiedene Tiefbohrungen nach Mineral- und Thermalwässern, Erdöl und Salz nicht nur in Baden, sondern auch in seiner Heimat Franken. Dabei sagte er 1899 Steinsalzlager im mittleren Muschelkalk von Mainfranken vorher, die auch bei Bohrungen zum Beispiel im Steigerwald angetroffen wurden.
Bei seinen Untersuchungen zum Keuper in Franken erkannte er auch, dass die heutige Grenze des Mesozoikums (Fränkische Linie) nicht, wie damals meist angenommen wurde, die Küste im Trias darstellte, sondern dass auch das Paläozoikum von Frankenwald und Fichtelgebirge ursprünglich davon bedeckt war.
Da er auch die Verwendung der Wünschelrute wissenschaftlich zu untermauern suchte, geriet er gegen Ende seiner Karriere in Misskredit.
Er war seit 1889 verheiratet. Die Ehe war kinderlos.

„Freiburg. 15. Juli. (Todesfall). Im 69. Lebensjahr ist Landesgeologe a. D. Bergrat Dr. Hans Thürach gestorben. Bergrat Dr. Thürach stammte aus Jpsheim (Bayern) und war zuerst beim Oberbergamt in München tätig. Er wurde dann im Jahre 1894 als Landesgeologe zur badischen geologischen Landesanstalt berufen, die damals noch ihren Sitz in Heidelberg hatte und später nach Karlsruhe verlegt wurde.“

## Schriften (Auswahl)
- Übersicht über die Gliederung des Keupers im nördlichen Franken im Vergleiche zu den benachbarten Gegenden. In: Geognostische Jahreshefte, Band 1, 1888, S. 75–162.
- Übersicht über die Gliederung des Keupers im nördlichen Franken im Vergleiche zu den benachbarten Gegenden, Zweither Theil. In: Geognostische Jahreshefte, Band 2, 1889, S. 1–90.
- Ueber die Gliederung des Urgebirges im Spessart. In: Geognostische Jahreshefte, Band 5 für 1892, 1893, S. 1–159.
- Über die mögliche Verbreitung von Steinsalzlagern im nördlichen Bayern. In: Geognostische Jahreshefte, Band 13, 1900, S. 107–148.

## Geologische Karten
Thürach arbeitete an den folgenden Geologischen Karten 1: 25 000 von Baden, Württemberg und Baden-Württemberg
- 1896, 6719 Sinsheim
- 1897, 7614 Zell am Harmersbach
- 1898/1899, 6516 Mannheim Südwest
- 1898/1899, 6517 Mannheim Südost
- 1899, 6716 Germersheim
- 1901, 7714 Haslach
- 1902, 6818 Kraichtal
- 1904, 6718 Wiesloch
- 1904, 6816 Graben-Neudorf
- 1907, 6817 Bruchsal
- 1909/1918, 6518 Heidelberg Nord
- 1912, 6915 Wörth am Rhein
- 1912, 6916 Karlsruhe Nord
- 1919, 7315 Bühlertal
- 1926, 7215 Baden-Baden